# Václav Přemyslovec
Václav (přibližně 966 – před 999) byl nejstarší syn českého knížete Boleslava II.
Jediná zmínka o něm k roku 998 pochází z Kosmovy kroniky. Jelikož podle Kosmy zemřel v mládí, o jeho životě se neví zhola nic. Kosmas za jeho matku označil kněžnu Emmu, což je ovšem velmi nevěrohodný údaj. Tento vztah není dokonce ani chronologicky možný. Václavovými mladšími bratry byla pozdější knížata Boleslav III., který se po jeho smrti stal novým kralevicem, Jaromír a Oldřich.